# Канадски оксфордски речник
Канадски оксфордски речник (The Canadian Oxford Dictionary) је речник канадског енглеског језика. Први пут је објављен од стране новина Оксфордског универзитета Канада 1998. године,од када је постао добро позната референца за канадски енглески.
Друго издање речника, објављено 2004. године, садржи око 300.000 уноса, укључујући око 2.200 правих канадизама. Такође пружа информације о канадском изговору и о канадском правопису, који има карактеристике и британског и америчког правописа: боја, центар и пут, али гума, алуминијум и реализација (примери − colour, centre, and travelling, but tire, aluminum and realize).

## Уређивачко особље и начин развоја
Оксфорд је до септембра 2008. имао стално особље лексикографа у Канади, које је предводила уредница Кетрин Барбер. Пошто је њено одељење канадских речника затворено, Оксфорд је од тада омогућио да се на канадском речнику може слободно радити и своје доприносе могу давати и уредници који нису запослени на уневерзитету.

## Издања и верзије
- Barber, Katherine, ур. (2005). Canadian Oxford Dictionary (2nd изд.). Don Mills, Ontario: Oxford University Press. ISBN 978-0-19-541816-3.

Претходна издања
- Barber, Katherine, ур. (2002). The Canadian Oxford Dictionary. Don Mills, Ontario: Oxford University Press. ISBN 978-0-19-541731-9.
- Barber, Katherine, ур. (1998). The Canadian Oxford Dictionary. Don Mills, Ontario: Oxford University Press. ISBN 978-0-19-541120-1.

Речник у сликама
- Adelson-Goldstein, Jayme; Shapiro, Norma, ур. (2010). Oxford Picture Dictionary, Second Canadian Edition (Monolingual, 2nd изд.). Don Mills, Ontario: Oxford University Press. ISBN 978-0-19-543809-3.
- Parnwell, E.C.; Grennan, Maggie, ур. (2004). The Canadian Oxford Picture Dictionary. Don Mills, Ontario: Oxford University Press. ISBN 978-0-19-435207-9.
- Parnwell, E.C.; Grennan, Maggie, ур. (2001). The Canadian Oxford Picture Dictionary. Don Mills, Ontario: Oxford University Press. ISBN 978-0-19-435204-8.

Меки повез
- Alex Bisset, editor. The Canadian Oxford Paperback Dictionary (first edition 2000, reissued 2004, second edition 2006) Toronto, Oxford University Press.

Компактно издање
- The Canadian Oxford Compact Dictionary (published 2001, reissued 2004)

Појашњено издање
- Concise Canadian Oxford Dictionary (published 2005)

Средњошколско издање
- The Canadian Oxford High School Dictionary (published 2002, reissued 2004)

Правопис
- The Canadian Oxford Spelling Dictionary (published 1999, reissued 2004)

Издање за малолетнике
- My First Canadian Oxford Dictionary

## Остали канадски енглески речници
Два друга велика канадска енглеска речника су „ИТП Нелсон кенадијен дикшнари” (ITP Nelson Canadian Dictionary) и „Гејџ канедијен дикшнари” (Gage Canadian Dictionary.).